# Dietmar Schacht
Dietmar „Didi“ Schacht (* 28. September 1962 in Duisburg) ist ein ehemaliger deutscher Fußballspieler und derzeitiger -trainer. Er betrieb zudem in Duisburg und auf Mallorca eine Fußballschule. Seit 2022 als Repräsentant des FC Schalke 04 tätig.

## Karriere als Spieler
Seine Profikarriere startete Schacht 1981 beim MSV Duisburg, mit dem er 1982 aus der Fußball-Bundesliga abstieg. Bis 1985 blieb er in Duisburg, bevor er nach einem Intermezzo beim südkoreanischen Team POSCO Atoms (Herbst 1985) im Jahrestakt zu Tennis Borussia Berlin, Arminia Bielefeld und Alemannia Aachen wechselte. 1989 wechselte er zusammen mit dem Trainer Peter Neururer zum FC Schalke 04. Dort wurde er zunächst zum Publikumsliebling und später zum Mannschaftskapitän; 1991 wählten ihn die Fans zum „beliebtesten Spieler der Saison“, nachdem der Mannschaft der Aufstieg in die Bundesliga gelungen war. Der 5:2-Erfolg in der folgenden Spielzeit 1991/92 im Derby gegen Borussia Dortmund wurde zu Schachts letztem Bundesligaspiel. Da in beiden Sprunggelenken Arthrose diagnostiziert wurde, musste Schacht seine Karriere beenden.
Insgesamt bestritt Schacht 22 Bundesligaspiele, in denen er ohne Torerfolg blieb, und 228 Zweitligaspiele (19 Tore).

## Karriere als Trainer
Nach seiner Spielerkarriere erwarb er unter Gero Bisanz die Fußballlehrerlizenz. Seine erste Trainerstation war der FC Remscheid. Er war später Trainerassistent von Aleksandar Ristić, Pierre Littbarski, Horst Franz und Gerd vom Bruch und war zudem als Trainer des Duisburger Bezirksligisten Hertha Hamborn aktiv. 2005 übernahm er das Traineramt beim Frauen-Bundesligisten SC 07 Bad Neuenahr, seine erste Station im Frauenfußball. Gleich in seiner ersten Saison führte er die Mannschaft auf den vierten Platz, die beste Platzierung der Vereinsgeschichte. Sein Vertrag wurde daraufhin bis 2012 verlängert, doch am 23. Januar 2008 wurde Schacht überraschend fristlos entlassen.
Von September 2007 bis März 2009 war er zusätzlich Trainer der deutschen Nationalmannschaft für Menschen mit geistiger Behinderung. Er führte sein Team zur Europameisterschaft 2008, bei der die Nationalmannschaft den sechsten Platz erreichte. Im November 2008 nahm er den Posten als Cheftrainer beim Düsseldorfer Bezirksligisten SC Unterbach an. Im Februar 2009 wechselte er als Co-Trainer von Pierre Littbarski zum FC Vaduz, der in der Super League, also der höchsten Liga der Schweiz, spielte. Nach einer insgesamt enttäuschenden Rückrunde wurden Littbarski, Schacht und der Rest des ihnen angehörigen Trainerstabs entlassen. Im Juli 2010 übernahm Schacht das Amt des Trainers und des Sportlichen Leiters beim Westfalenligisten 1. FC Kaan-Marienborn.
Zur Saison 2011/12 wurde Schacht neuer Trainer des Mittelrhein-Ligisten SV Bergisch Gladbach 09. Unter Schacht stieg der Verein 2012 in die Regionalliga West auf, aus der man direkt wieder abstieg. Die Zusammenarbeit wurde im März 2015 vorzeitig beendet. Ab dem 1. Juli 2015 war Schacht Cheftrainer und Sportlicher Leiter bei Hamborn 07. Mit den „Löwen“ stieg er 2017 in die Landesliga auf, trat dann aber kurz nach Beginn der neuen Saison von seinem Amt zurück. Wenig später übernahm er den Trainerposten beim Oberligisten SV Straelen. Nach nur 13 Spielen endete die Zusammenarbeit im März 2018 bereits wieder.
Zum 1. Juli 2020 übernahm Schacht den Hobby-Ligisten Zebras Krefeld. Bis zum 30. Juni 2021 trainierte er den FSV Duisburg. Seit Oktober 2021 ist er beim Bezirksligisten GSG Duisburg aus Duisburg-Großenbaum als Cheftrainer tätig.
Im Oktober 2020 veröffentlichte Schacht seine Autobiografie „Der Kämpfer – Schicht im Schacht“.